# Michael Kiessou
Michael Kiessou de su nombre real Anacle Michael Ghounam Kiessou, es un cantante y actor camerunés. Más conocido por su solo Bennam que fue un éxito total.
En 2015, está nominado dos veces al Canal2'OR Acto 10 de la Televisión camerunesa Canal 2 International, gana un premio en la categoría mejor videogràma del acon su canción Tourner les reins y luego otro premio al Greenlight Awards 2015 en la categoría del Mejor Artista Masculino.

## Biografía

### Infancia
Nacido en Douala, es originario de la Mifi y del Koung-Khi de la Región Oeste de Camerùn. Doode muy joven, arrullado por la música del mundo y los ritmos tradicionales de su West Nativo. Fue muy temprano influenciado por los artistas cameruneses como : Sam Fan Thomas, Douleur, Richard Bona, y muchos más. A lo largo de su currículo de secundaria, perfeccionó su arte y su pasión.

### Primera Carrera (2010-2013)
Después de haber completado su formación académica en las organizaciones del sector de comunicaciones a la universidad de Duala, Michael junto con el mundo de la radio. Durante un curso de formación en el RTM radio Duala, se encontrará con Joyce Fotso, quien le guiará para empezar como animador. Dos años más tarde, se integrará el canal de televisión Canal 2 International en donde animará emisiones como Sweet Surfer en la radio Sweet FM, "Comptoir d'afrik" y "Urban List".

## Carrera musical (2012- hasta ahora)
Durante su actividad de presentador tv-radio, decidió lanzarse en la industria musical, colaborando con el artista Edel Koula. Por lo tanto su solo Demoiselle marcó el inicio contento de su carrera musical. En marzo de 2013, conoció al productor discográfico Philjohn que le hizo firmar bajo su sello de música Hope Music Group.

## Discografía

### Álbumes de estudio
- 2014: Partage
- 2015: L... (Tbd)

### Sencillos
- 2012: Demoiselle(con Edel Koula)
- 2013: Abele
- 2014: Bennam
- 2014: Tourner les reins
- 2015: Wopalilo(con C'Prime)

### Colaboraciones
- 2015: Zeng Zeng - Jemmy Sev (con Michael Kiessou)[11]
- 2015: KDT - HMG (con Michael Kiessou, Yvich, Dynastie le tigre)[12]

## Videos musicales
| Año  | Título              | Director(es) |
| ---- | ------------------- | ------------ |
| 2012 | «Demoiselle»        | Kallash      |
| 2013 | «Abele»             | NS Pictures  |
| 2014 | «Bennam»            | NS Pictures  |
| 2014 | «Tourner les reins» | NS Pictures  |
| 2014 | «Kwaye»             | Djam fugitif |
| 2015 | «Wopalilo»          | Adah Akendji |
| 2015 | «Zeng Zeng»         | Regis Talla  |
| 2015 | «KDT»               | Adah Akendji |